# Coupe des nations de football 1930

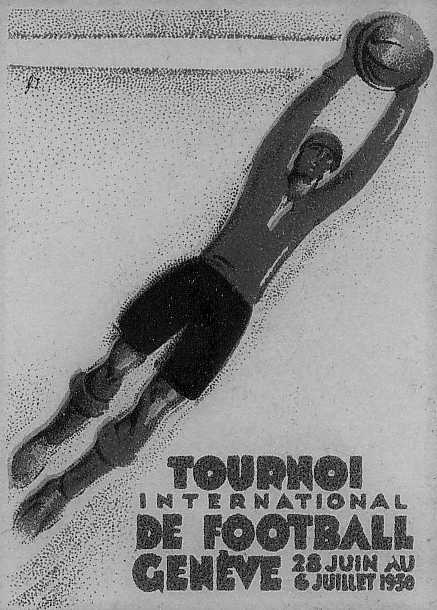
Affiche de la coupe des nation de football 1930

La Coupe des nations de football 1930 fut un tournoi amical de football disputé du 28 juin 1930 au 6 juillet 1930 à Genève en Suisse. Le tournoi fut organisé à Genève par le Servette FC afin de célébrer son 40e anniversaire et pour inaugurer le Stade des Charmilles. 

## Participants[1]
- First Vienna FC : Vainqueur de la Coupe d'Autriche en 1929 et 1930, 3e du championnat d'Autriche 1929-1930.
- Cercle Bruges KSV : Champion de Belgique 1929-1930.
- Slavia Prague : Champion de Tchécoslovaquie 1929-1930.
- FC Sète : Vainqueur de la Coupe de France en 1930.
- SpVgg Fürth : Champion d'Allemagne 1929.
- Újpest FC : Champion de Hongrie 1929-1930 et vainqueur de la Coupe Mitropa 1929.
- AGC Bologne : Champion d'Italie 1928-1929
- Go Ahead Eagles : Champion des Pays-Bas 1929-1930
- Real Unión de Irún : Vainqueur de la Coupe d'Espagne 1927, 6e du championnat d'Espagne 1929-1930.
- Servette FC : Champion de Suisse 1929-1930 et club hôte.

## Règlement de la compétition
Le premier tour comporte 5 matchs et donnera 5 qualifiés pour le second tour. Trois équipes seront repêchées parmi les 5 perdants du premier tour : une sera tirée au sort et exempt de repêchage et sera donc automatiquement qualifiée pour les quarts de finale. Les 4 autres perdants disputeront les repêchages et deux équipes seront qualifiées. Les 4 vainqueurs des quarts de finale seront qualifiés pour la demi-finale. Les deux vainqueurs des demi-finales seront qualifiés pour la finale tandis que les perdant disputeront la petite finale. En cas d'égalité après prolongation les équipes seront départagée par deux prolongations de deux fois 15 minutes. En cas de nouvelle égalité le match continue et la première équipe qui marque remporte la partie et met fin aux prolongations avec toutefois une limite de 30 minutes. Si aucune équipe n'a pris l'avantage durant ce laps de temps, elles seront départagées par un tirage au sort.

### Arbitres
Messieurs Albert Prince-Cox et Stanley Rous (Grande-Bretagne) ; René Mercet, Paul Ruoff, Enderlin, Giovarini (Suisse).

## Résultats

### Premier tour[2],[3]
| Match          | Équipe 1        | Résultat  | Équipe 2           |
| -------------- | --------------- | --------- | ------------------ |
| 28 juin 1930   | Servette FC     | 0 - 7     | First Vienna FC    |
| 29 juin 1930   | FC Sète         | 3 - 4 a.p | SpVgg Fürth        |
| 29 juin 1930   | Slavia Prague   | 4 - 2     | Cercle Bruges KSV  |
| 30 juin 1930   | Újpest FC       | 3 - 1     | Real Unión de Irún |
| 2 juillet 1930 | Go Ahead Eagles | 0 - 4     | AGC Bologne        |

### Repêchages[2],[3]
| Match            | Équipe 1           | Résultat | Équipe 2          |
| ---------------- | ------------------ | -------- | ----------------- |
| 1er juillet 1930 | Servette FC        | 2 - 1    | Cercle Bruges KSV |
| 1er juillet 1930 | Real Unión de Irún | 5 - 1    | FC Sète           |

### Quarts de finale[3]
| Match          | Équipe 1           | Résultat | Équipe 2      |
| -------------- | ------------------ | -------- | ------------- |
| 2 juillet 1930 | First Vienna FC    | 7 - 1    | SpVgg Fürth   |
| 3 juillet 1930 | Go Ahead Eagles    | 0 - 7    | Újpest FC     |
| 3 juillet 1930 | Real Unión de Irún | 1 - 2    | Slavia Prague |
| 4 juillet 1930 | Servette FC        | 4 - 1    | AGC Bologne   |

### Demi-finales[3]
| Match          | Équipe 1        | Résultat | Équipe 2      |
| -------------- | --------------- | -------- | ------------- |
| 5 juillet 1930 | Újpest FC       | 3 - 0    | Servette FC   |
| 5 juillet 1930 | First Vienna FC | 1 - 3    | Slavia Prague |

### Petite finale[3]
| Match          | Équipe 1        | Résultat | Équipe 2    |
| -------------- | --------------- | -------- | ----------- |
| 6 juillet 1930 | First Vienna FC | 5 - 1    | Servette FC |

### Finale[3]
| 6 juillet 1930 | Újpest FC               | 3 – 0 | Slavia Prague | Stade des Charmilles, Genève                  |                                               |
|                | János Köves 25e 64e 77e |       |               | Spectateurs : 22 000 Arbitrage : Stanley Rous | Spectateurs : 22 000 Arbitrage : Stanley Rous |

| ÚJPEST FC :  |  |                     |
|              |  |                     |
| G            |  | János Aknai         |
| D            |  | Gyula Dudás         |
| D            |  | József Fogl III (c) |
| M            |  | Ferenc Borsányi     |
| M            |  | Béla Volentik       |
| M            |  | János Víg           |
| A            |  | Albert Ströck       |
| A            |  | István Avar         |
| A            |  | János Köves         |
| A            |  | Illés Spitz         |
| A            |  | Gábor P. Szabó      |
| Entraîneur : |  |                     |
| Lajos Bányai |  |                     |

| SK SLAVIA PRAGUE :  |  |                       |
|                     |  |                       |
| G                   |  | František Plánička    |
| D                   |  | Adolf Fiala           |
| D                   |  | Antonín Novák         |
| M                   |  | Antonín Vodička       |
| M                   |  | Adolf Šimperský       |
| M                   |  | Václav Šubrt          |
| A                   |  | František Junek       |
| A                   |  | Jindřich Šoltys       |
| A                   |  | František Svoboda (c) |
| A                   |  | Antonín Puč           |
| A                   |  | Václav Bára           |
| Entraîneur :        |  |                       |
| John William Madden |  |                       |